# Wilfred Legg

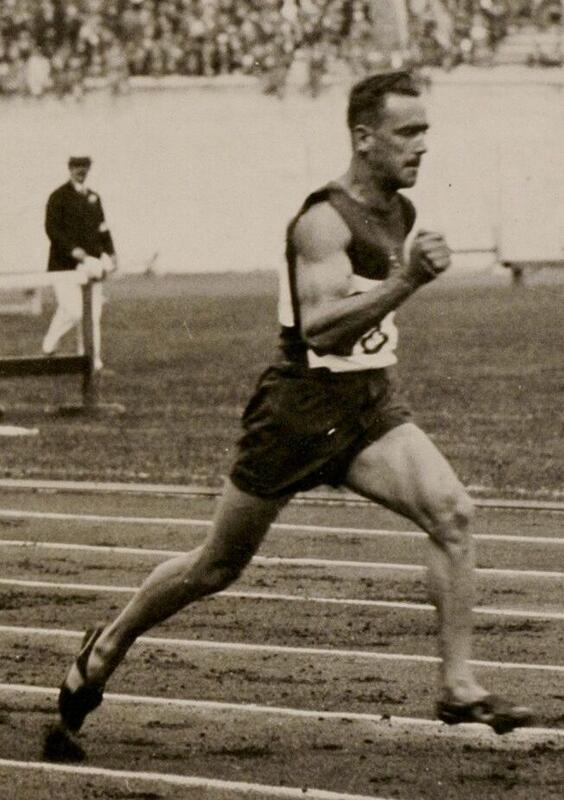
Wilfred Legg (1928)

Wilfred Legg (Wilfred Beauchamp „Billie“ Legg; * 3. November 1906 in Robertson; † 1973) war ein südafrikanischer Sprinter.
Bei den Olympischen Spielen 1928 in Amsterdam wurde er Fünfter über 100 m und erreichte über 200 m das Halbfinale.
1930 wurde er bei den British Empire Games in Hamilton Vierter über 100 Yards und gewann jeweils Bronze mit der südafrikanischen 4-mal-110- und 4-mal-440-Yards-Stafette. 

## Persönliche Bestzeiten
- 100 m: 10,6 s, 30. Juli 1928, Amsterdam
- 220 Yards: 21,4 s, 18. Mai 1928, Bloemfontein (entspricht 21,3 s über 200 m)